# Río Abujao
Der Río Abujao ist ein etwa 190 km langer rechter Nebenfluss des Río Ucayali in Ost-Peru in der Provinz Coronel Portillo in der Region Ucayali. Er weist auf seiner gesamten Fließstrecke ein stark mäandrierendes Verhalten mit zahlreichen engen Flussschlingen aus. Der Fluss ist auf einer Strecke von 120 km bis zur Einmündung des Río Motelo per Motorboot befahrbar.

## Flusslauf
Der Río Abujao entspringt auf etwa 280 m Höhe an der Wasserscheide zum weiter östlich verlaufenden Rio Juruá. Das Quellgebiet des Río Abujao liegt 100 km ostnordöstlich der Regionshauptstadt Pucallpa im Nationalpark Sierra del Divisor an der Grenze zu Brasilien. Der Río Abujao fließt anfangs 40 km nach Süden. Bei Flusskilometer 150 mündet die Quebrada Amuya von Osten kommend in den Río Abujao. Dieser wendet sich anschließend nach Südwesten. Auf den unteren 115 Kilometern verläuft der Río Abujao in überwiegend westlicher Richtung. Bei Flusskilometer 50 trifft der Río Sheshea (auch Río Shesha) von rechts auf den Río Abujao. Der Río Abujao erreicht einen breiten Altarm des Río Ucayali, der früher vom weiter südlich verlaufenden Río Tamaya durchflossen wurde. Diesen Altarm durchfließt der Río Abujao auf einer Strecke von 29 Kilometern und erreicht schließlich knapp 22 km südöstlich von Pucallpa den Río Ucayali.

## Einzugsgebiet und Hydrologie
Der Río Abujao entwässert ein Areal von etwa 3600 km². Das Einzugsgebiet liegt vollständig innerhalb des Distrikts Callería und grenzt im Osten an Brasilien. Im Norden grenzt das Einzugsgebiet an das des Río Utiquinia, im Osten an das des Rio Juruá sowie im Süden an das des Río Tamaya. Das Einzugsgebiet umfasst ein Regenwaldgebiet im Westen des Amazonasbeckens. Der mittlere Abfluss des Río Abujao beläuft sich auf etwa 200 m³/s.